# العلاقات البليزية الجورجية
العلاقات البليزية الجورجية هي العلاقات الثنائية التي تجمع بين بليز وجورجيا.

## مقارنة بين البلدين
هذه مقارنة عامة ومرجعية للدولتين:
| وجه المقارنة                                              | بليز         | جورجيا                          |
| --------------------------------------------------------- | ------------ | ------------------------------- |
| المساحة (كم2)                                             | 22.97 ألف    | 69.70 ألف                       |
| عدد السكان (نسمة)                                         | 374.68 ألف   | 3.72 مليون                      |
| الكثافة السكانية (ن./كم²)                                 | 16.31        | 53.37                           |
| العاصمة                                                   | بلموبان      | تبليسي، كوتايسي                 |
| اللغة الرسمية                                             | لغة إنجليزية | اللغة الجورجية، اللغة الأبخازية |
| العملة                                                    | دولار بليزي  | لاري جورجي                      |
| الناتج المحلي الإجمالي (بليون دولار)                      | 1.84 مليار   | 15.16 مليار                     |
| الناتج المحلي الإجمالي (تعادل القوة الشرائية) بليون دولار | 3.05 مليار   | 35.68 مليار                     |
| الناتج المحلي الإجمالي الاسمي للفرد دولار أمريكي          | 4.88 ألف     | 3.79 ألف                        |
| الناتج المحلي الإجمالي للفرد دولار أمريكي                 | 8.42 ألف     |                                 |
| مؤشر التنمية البشرية                                      | 0.715        | 0.754                           |
| رمز المكالمات الدولي                                      | +501         | +995                            |
| رمز الإنترنت                                              | .bz          | .ge، .გე ‏                       |
| المنطقة الزمنية                                           | 00           | ت ع م+04:00                     |

## منظمات دولية مشتركة
يشترك البلدان في عضوية مجموعة من المنظمات الدولية، منها:
| علم المنظمة | اسم المنظمة                   | تاريخ انضمام بليز | تاريخ انضمام جورجيا |
| ----------- | ----------------------------- | ----------------- | ------------------- |
|             | يونسكو                        | 10 مايو 1982      | 7 أكتوبر 1992       |
|             | الفريق المعني برصد الأرض      | ?                 | ?                   |
|             | مؤسسة التمويل الدولية         | 19 مارس 1982      | 29 يونيو 1995       |
|             | مؤسسة التنمية الدولية         | 19 مارس 1982      | 31 أغسطس 1993       |
|             | منظمة التجارة العالمية        | ?                 | 14 يونيو 2000       |
|             | الاتحاد البريدي العالمي       | ?                 | ?                   |
|             | الاتحاد الدولي للاتصالات      | 16 ديسمبر 1981    | 7 يناير 1993        |
|             | الأمم المتحدة                 | 25 سبتمبر 1981    | 31 يوليو 1992       |
|             | البنك الدولي للإنشاء والتعمير | 19 مارس 1982      | 7 أغسطس 1992        |

## وصلات خارجية
- موقع وزارة الخارجية البليزية
- موقع وزارة الخارجية الجورجية